# Unione Sportiva Pro Vercelli 1961-1962
Questa voce raccoglie le informazioni riguardanti l'Unione Sportiva Pro Vercelli nelle competizioni ufficiali della stagione 1961-1962.

## Rosa
| N. |                   | Ruolo | Calciatore              |
| -- | ----------------- | ----- | ----------------------- |
|    | Italia (bandiera) | C     | Roberto Albertaro       |
|    | Italia (bandiera) | D     | Paolo Angeletti         |
|    | Italia (bandiera) | A     | Giovanni Bellinazzi     |
|    | Italia (bandiera) | A     | Giovanni Bosoni         |
|    | Italia (bandiera) | C     | Piero Ciocchetti        |
|    | Italia (bandiera) | D     | Francesco Dappiano      |
|    | Italia (bandiera) | A     | Giuseppe Dappiano       |
|    | Italia (bandiera) | P     | Antonio De Jaco         |
|    | Italia (bandiera) | C     | Piero Donarini          |
|    | Italia (bandiera) | C     | Secondo Donino          |
|    | Italia (bandiera) | A     | Gianbattista Galimberti |

| N. |                   | Ruolo | Calciatore         |
| -- | ----------------- | ----- | ------------------ |
|    | Italia (bandiera) | D     | Carlo Guala        |
|    | Italia (bandiera) | A     | Giuseppe Marchioro |
|    | Italia (bandiera) | P     | Natale Nobili      |
|    | Italia (bandiera) | D     | Giuseppe Peretta   |
|    | Italia (bandiera) | A     | Carlo Piccioni     |
|    | Italia (bandiera) |       | Pondrano           |
|    | Italia (bandiera) | A     | Flavio Possanzini  |
|    | Italia (bandiera) | C     | Luigi Pozzi        |
|    | Italia (bandiera) |       | Roncarolo          |
|    | Italia (bandiera) | D     | Luciano Vellano    |